# Distretto di Kremenčuk
Il distretto di Kremenčuk (in ucraino Кременчуцький район?) è un distretto nell'oblast' di Poltava  in Ucraina. Il suo centro amministrativo è la città di Kremenčuk. Ha una popolazione di 387 200 abitanti.
Il 18 luglio 2020, come parte della riforma amministrativa dell'Ucraina, il numero di distretti dell'oblast di Poltava è stato ridotto a quattro e l'area del distretto di Kremenčuk è stata notevolmente ampliata.